# 2 Cute Shinseinaru Best Album
Albums de Cute
Dai Nana Shō
(8 février 2012) 8 Queen of J-Pop
(4 sept. 2013)
Singles
2 Cute Shinseinaru Best Album (②℃-ute神聖なるベストアルバム, ou ② C-ute Shin Seinaru Best Album) est le deuxième album compilation du groupe Cute.

## Présentation
L'album sort le 21 novembre 2012 au Japon sur le label zetima. Il est écrit et produit par Tsunku, à l'exception du titre no 10. Il atteint la 12e place du classement des ventes de l'Oricon. Il sort aussi en deux éditions limitées notées "A" et "B" avec des pochettes différentes et un DVD différent en supplément (le DVD "A" contient des clips vidéos, et le DVD "B" des interview).
Il contient quinze chansons déjà parues en singles ou en albums, dans leur ordre chronologique de parution, plus une nouvelle chanson à la fin. Les onze premières, parues avant 2010, ont cependant été ré-enregistrées pour la compilation avec l'actuelle formation du groupe réduite à cinq membres (trois des chansons sont ré-interprétées en solo ou en duo). Les trois membres ayant quitté le groupe (Megumi Murakami en 2006, Kanna Arihara et Erika Umeda en 2009) n'apparaissent donc pas sur l'album, bien qu'ayant chanté sur les versions originales de ces onze titres.

## Membres
- Maimi Yajima
- Saki Nakajima
- Airi Suzuki
- Chisato Okai
- Mai Hagiwara

## Liste des titres
CD
1. Massara Blue Jeans (2012 Shinseinaru Ver.) (まっさらブルージーンズ（2012神聖なるVer.）?) (reprise du premier single indépendant)
2. Soku Dakishimete (2012 Shinseinaru Ver.) (即 抱きしめて（2012神聖なるVer.）?) (reprise du 2e single indépendant)
3. Ōkina Ai de Motenashite (2012 Shinseinaru Ver.) (大きな愛でもてなして（2012神聖なるVer.）?) (par Saki et Mai ; reprise du 3e single ind.)
4. Wakkyanai (Z) (2012 Shinseinaru Ver.) (わっきゃない(Z)（2012神聖なるVer.）?) (reprise du 4e single indépendant)
5. Sakura Chirari (2012 Shinseinaru Ver.) (桜チラリ（2012神聖なるVer.）?) (reprise du premier single major)
6. Jump (2012 Shinseinaru Ver.) (JUMP（2012神聖なるVer.）?) (reprise de la face B du premier single major)
7. Tokaikko Junjō (2012 Shinseinaru Ver.) (都会っ子 純情（2012神聖なるVer.）?) (reprise du 3e single major)
8. Lalala Shiawase no Uta (2012 Shinseinaru Ver.) (LALALA 幸せの歌（2012神聖なるVer.）?) (Maimi et Chisato ; reprise du 4e single major)
9. Namida no Iro (2012 Shinseinaru Ver.) (涙の色（2012神聖なるVer.）?) (reprise du 5e single major)
10. Edo no Temari Uta II (2012 Shinseinaru Ver.) (江戸の手毬唄II（2012神聖なるVer.）?) (par Airi ; reprise du 6e single major)
11. Seishun Song (2012 Shinseinaru Ver.) (青春ソング（2012神聖なるVer.）?) (reprise d'un titre de l'album 4 Akogare My Star)
12. Dance de Bakoon! (Danceでバコーン！?) (13e single major)
13. Kiss Me Aishiteru (Kiss me 愛してる?) (15e single major)
14. Sekaiichi Happy na Onna no Ko (世界一HAPPYな女の子?) (17e single major)
15. Kimi wa Jitensha Watashi wa Densha de Kitaku (君は自転車 私は電車で帰宅?) (18e single major ; inédit en album)
16. "Daisuki" no Imi o Oshite (「大好き」の意味を教えて!?) (nouvelle chanson)

DVD de l'édition limitée A
1. Massara Blue Jeans (2012 Shinseinaru Ver.) (まっさらブルージーンズ（2012神聖なるVer.）?)
2. Soku Dakishimete (2012 Shinseinaru Ver.) (即 抱きしめて（2012神聖なるVer.）?)
3. Ōkina Ai de Motenashite (2012 Shinseinaru Ver.) (大きな愛でもてなして（2012神聖なるVer.）?)
4. Wakkyanai (Z) (2012 Shinseinaru Ver.) (わっきゃない(Z)（2012神聖なるVer.）?)
5. Sakura Chirari (2012 Shinseinaru Ver.) (桜チラリ（2012神聖なるVer.）?)
6. Tokaikko Junjō (2012 Shinseinaru Ver.) (都会っ子 純情（2012神聖なるVer.）?)
7. Lalala Shiawase no Uta (2012 Shinseinaru Ver.) (LALALA 幸せの歌（2012神聖なるVer.）?)
8. Namida no Iro (2012 Shinseinaru Ver.) (涙の色（2012神聖なるVer.）?)
9. Edo no Temari Uta II (2012 Shinseinaru Ver.) (江戸の手毬唄II（2012神聖なるVer.）?)
10. Kanashiki Heaven (Music Video) (悲しきヘブン（Music Video）?)
11. Kanashiki Heaven (910 Live Ver.) (悲しきヘブン（910 LIVE Ver.）?)

DVD de l'édition limitée B
1. ? (超ロングインタビュー映像?) (interview des membres)